# Neorileya meridionalis
Neorileya meridionalis är en stekelart som beskrevs av Charles Joseph Gahan 1927. Neorileya meridionalis ingår i släktet Neorileya och familjen kragglanssteklar.
Artens utbredningsområde är:
- Costa Rica.
- Guyana.

Inga underarter finns listade i Catalogue of Life.